# Primavera Negra de Cuba
Se conoce como la Primavera Negra de Cuba a una serie de arrestos, encarcelaciones y deportaciones de opositores al gobierno cubano liderado por Fidel Castro, ocurridos durante la primavera de 2003. El conjunto prisioneros de conciencia es llamado por parte de la disidencia cubana como el grupo de los 75. Dicho grupo fue acusado por el gobierno cubano de ejercer espionaje de manera encubierta y de recibir fondos ilícitos de Estados Unidos durante la presidencia de George W. Bush, siendo condenados tras un controvertido juicio.

## Primavera 2003
Ese año, durante el gobierno de Fidel Castro, fueron arrestados múltiples disidentes entre los que se encontraban médicos y periodistas, quienes fueron sometidos a juicios sumarios.
Las condenas aplicadas a estos procesos judiciales estaban basadas en la Ley n.º 88 de Protección de la independencia nacional y la economía de Cuba, más conocida por la disidencia como Ley Mordaza, la cual en su Artículo I expone:

Esta Ley tiene como finalidad tipificar y sancionar aquellos hechos dirigidos a apoyar, facilitar, o colaborar con los objetivos de la Ley "Helms-Burton", el bloqueo y la guerra económica contra nuestro pueblo, encaminados a quebrantar el orden interno, desestabilizar el país y liquidar al Estado Socialista y la independencia de Cuba.
Artículo I Ley No. 88.

Los imputados en estos procesos fueron acusados de realizar actos contra la protección de la independencia nacional y la economía de Cuba y actos contra la independencia o la integridad o estabilidad territorial del estado.

## Antecedentes
Ante el creciente auge del movimiento opositor cubano, el gobierno optó por la represión, y al amparo de la guerra de Irak, pensando que serviría de cobertura mediática a sus desmanes, lanzó el mayor acto reciente de represión contra la oposición, conocido como las jornadas de La Primavera Negra de Cuba.
Damas de Blanco La Primavera Negra de 2003.

Estas acciones, como mencionan las Damas de Blanco, no fueron sino una respuesta al auge que empezaban a cobrar ciertos grupos de oposición en la isla, como la revista independiente De Cuba, que lanzaron Raúl Rivero y Ricardo González, o el proyecto de reforma política conocido como Proyecto Varela.

Crearon el treinta de mayo del dos mil, la Sociedad de Periodistas Independientes Manuel Márquez Stering de la que surgió la revista De Cuba, resultando director González Alfonso por medio de la cual suministraban información al gobierno de los Estados Unidos mediante su entrega en la oficina de Intereses de los Estados Unidos en Cuba
Sentencia 4/2003 Tribunal Provincial Popular Ciudad de La Habana.

## Base Legal
Las autoridades cubanas han justificado la campaña de represión como una reacción necesaria a las agresiones de Estados Unidos contra la isla. Los disidentes fueron declarados culpables en virtud del artículo 91 del Código Penal o de la Ley n.º 88.

El que, en interés de un Estado extranjero, ejecute un hecho con el objeto de que sufra detrimento la independencia del Estado cubano o la integridad de su territorio, incurre en sanción de privación de libertad de diez a veinte años o muerte.
Artículo 91 Código Penal de la República de Cuba.

La Ley n.º 88 de Protección de la independencia nacional y la economía de Cuba, tiene su precedente en la antigua URSS donde existía el delito:

de agitación o de propaganda llevada con la finalidad de socavar o debilitar el poder soviético (...) a través de asertos calumniosos que denigren el Estado y la sociedad
Artículo 70 del Código Penal Soviético adoptado bajo Nikita Kruchev.

Aunque también podríamos señalar como precedentes de esta ley la propia legislación española o la de los demás estados europeos. En el artículo 592 del Código Penal español podemos leer:

1. Serán castigados con la pena de prisión de cuatro a ocho años los que, con el fin de perjudicar la autoridad del Estado o comprometer la dignidad o los intereses vitales de España, mantuvieran inteligencia o relación de cualquier género con Gobiernos extranjeros, con sus agentes o con grupos, Organismos o Asociaciones internacionales o extranjeras.

2. Quien realizara los actos referidos en el apartado anterior con la intención de provocar una guerra o rebelión será castigado con arreglo a los artículos 581, 473 ó 475 de este Código según los casos.

Esta ley del código penal entra en directa contradicción con la Constitución Cubana en los artículos sobre la:

libertad de palabra y prensa (...) la más amplia libertad de palabra y opinión, basadas en el derecho irrestricto a la iniciativa y a la crítica
Artículo 144 del Código Penal Cubano sobre el Desacato, diciembre de 1987

Se reconoce a los ciudadanos libertad de palabra y prensa conforme a los fines de la sociedad socialista (...) la prensa, la radio, la televisión, el cine y otros medios de difusión masiva son de propiedad estatal o social y no pueden ser objeto, en ningún caso, de propiedad privada, lo que asegura su uso al servicio exclusivo del pueblo trabajador y del interés de la sociedad.
Artículo 53 Constitución de la República de Cuba

Los derechos de reunión, manifestación y asociación son ejercidos por los trabajadores, manuales e intelectuales, los campesinos, las mujeres, los estudiantes y demás sectores del pueblo trabajador, para lo cual disponen de los medios necesarios a tales fines.
Artículo 54 Constitución de la República de Cuba

## Acusados

### Ley n.º 88
Actos contra la protección de la independencia nacional y la economía de Cuba:
| Procesado                         | Sanción | Sentencia | Tribunal            | Fecha              |
| --------------------------------- | ------- | --------- | ------------------- | ------------------ |
| Pedro Argüelles Morán             | 20 años | 2/2003    | Ciego de Ávila      | 4 de abril de 2003 |
| Pablo Pacheco Ávila               | 20 años | 2/2003    | Ciego de Ávila      | 4 de abril de 2003 |
| Julio César Gálvez Rodríguez      | 15 años | 5/2003    | Ciudad de La Habana | 5 de abril de 2003 |
| Edel José García Díaz             | 15 años | 5/2003    | Ciudad de La Habana | 5 de abril de 2003 |
| Manuel Vázquez Portal             | 18 años | 5/2003    | Ciudad de La Habana | 5 de abril de 2003 |
| Jorge Olivera Castillo            | 18 años | 5/2003    | Ciudad de La Habana | 5 de abril de 2003 |
| Osvaldo Alfonso Valdés            | 18 años | 6/2003    | Ciudad de La Habana | 6 de abril de 2003 |
| Héctor Palacios Ruiz              | 25 años | 6/2003    | Ciudad de La Habana | 6 de abril de 2003 |
| Óscar Espinosa Chepe              | 20 años | 6/2003    | Ciudad de La Habana | 6 de abril de 2003 |
| Héctor Fernando Maseda Gutiérrez  | 20 años | 6/2003    | Ciudad de La Habana | 6 de abril de 2003 |
| Marcelo Cano Rodríguez            | 18 años | 6/2003    | Ciudad de La Habana | 6 de abril de 2003 |
| Marcelo Manuel López Bañobre      | 15 años | 6/2003    | Ciudad de La Habana | 6 de abril de 2003 |
| Martha Beatriz Roque Cabello      | 20 años | 7/2003    | Ciudad de La Habana | 4 de abril de 2003 |
| Arnaldo Ramos Lauzerique          | 18 años | 7/2003    | Ciudad de La Habana | 4 de abril de 2003 |
| Nelson Molinet Espino             | 20 años | 7/2003    | Ciudad de La Habana | 4 de abril de 2003 |
| Adolfo Fernández Saínz            | 15 años | 7/2003    | Ciudad de La Habana | 4 de abril de 2003 |
| Mijail Bárzaga                    | 15 años | 7/2003    | Ciudad de La Habana | 4 de abril de 2003 |
| Nelson Alberto Aquiar Ramírez     | 13 años | 7/2003    | Ciudad de La Habana | 4 de abril de 2003 |
| Efrén Fernández Fernández         | 12 años | 8/2003    | Ciudad de La Habana | 5 de abril de 2003 |
| Regis Iglesias Ramírez            | 18 años | 8/2003    | Ciudad de La Habana | 5 de abril de 2003 |
| Antonio Díaz Sánchez              | 20 años | 8/2003    | Ciudad de La Habana | 5 de abril de 2003 |
| Omar Rodríguez Saludes            | 27 años | 8/2003    | Ciudad de La Habana | 5 de abril de 2003 |
| Juan Roberto De Miranda Hernández | 20 años | 8/2003    | Ciudad de La Habana | 5 de abril de 2003 |
| José Miguel Martínez Hernández    | 13 años | 13/2003   | Ciudad de La Habana | 7 de abril de 2003 |
| José Ramón Gabril Castillo        | 20 años | 1/2003    | Santiago de Cuba    | 3 de abril de 2003 |
| Claro Sánchez Altarriba           | 15 años | 3/2003    | Santiago de Cuba    | 5 de abril de 2003 |
| Luis Milán Fernández              | 13 años | 5/2003    | Santiago de Cuba    | 4 de abril de 2003 |
| Julio Antonio Valdés Guevara      | 20 años | 6/2003    | Granma              | 5 de abril de 2003 |
| Manuel Ubals González             | 20 años | 2/2003    | Guantánamo          | 3 de abril de 2003 |
| Juan Carlos Herrera Acosta        | 20 años | 2/2003    | Guantánamo          | 3 de abril de 2003 |
| Félix Navarro Rodríguez           | 25 años | 2/2003    | Matanzas            | 4 de abril de 2003 |
| Iván Hernández Carrillo           | 25 años | 2/2003    | Matanzas            | 4 de abril de 2003 |
| Ariel Sigler Amaya                | 20 años | 9/2003    | Matanzas            | 5 de abril de 2003 |
| Guido Sigler Amaya                | 20 años | 9/2003    | Matanzas            | 5 de abril de 2003 |
| Diosdado González Marrero         | 20 años | 15/2003   | Matanzas            | 7 de abril de 2003 |
| Horacio Julio Piña Borrego        | 20 años | 1/2003    | Pinar del Río       | 5 de abril de 2003 |
| Fidel Suárez Cruz                 | 20 años | 1/2003    | Pinar del Río       | 5 de abril de 2003 |
| Eduardo Días Fleitas              | 21 años | 1/2003    | Pinar del Río       | 5 de abril de 2003 |
| Blas Giraldo Reyes Rodríguez      | 25 años | 4/2003    | Sancti Spiritus     | 5 de abril de 2003 |

Actos contra la independencia o la integridad u estabilidad territorial del estado:
| Procesado                         | Sanción | Sentencia | Tribunal            | Fecha              |
| --------------------------------- | ------- | --------- | ------------------- | ------------------ |
| Ricardo Severino González Alfonso | 20 años | 4/2003    | Ciudad de La Habana |                    |
| Raúl Rivero                       | 20 años | 4/2003    | Ciudad de La Habana |                    |
| Pedro Pablo Álvarez Ramos         | 25 años | 10/2003   | Ciudad de La Habana | 5 de abril de 2003 |
| Carmelo Díaz Fernández            | 25 años | 10/2003   | Ciudad de La Habana | 5 de abril de 2003 |
| Miguel Galván Gutiérrez           | 26 años | 12/2003   | Ciudad de La Habana | 7 de abril de 2003 |
| José Ubaldo Izquierdo Hernández   | 16 años | 12/2003   | Ciudad de La Habana | 7 de abril de 2003 |
| Héctor Raúl Valle Hernández       | 12 años | 12/2003   | Ciudad de La Habana | 7 de abril de 2003 |
| José Daniel Ferrer                | 25 años | 7/2003    | Santiago de Cuba    | 7 de abril de 2003 |
| Jesús Miguel Mustafá Felipe       | 25 años | 7/2003    | Santiago de Cuba    | 7 de abril de 2003 |
| Alexis Rodríguez Fernández        | 15 años | 7/2003    | Santiago de Cuba    | 7 de abril de 2003 |
| Leonel Grave De Peralta Almenares | 20 años | 7/2003    | Santiago de Cuba    | 7 de abril de 2003 |
| Ricardo Enrique Silva Gual        | 10 años | 7/2003    | Santiago de Cuba    | 7 de abril de 2003 |
| Normando Hernández González       | 25 años | 1/2003    | Camagüey            | 4 de abril de 2003 |
| Alfredo Manuel Pulido López       | 14 años | 1/2003    | Camagüey            | 4 de abril de 2003 |
| Alejandro González Raga           | 14 años | 1/2003    | Camagüey            | 4 de abril de 2003 |
| Mario Enrique Mayo Hernández      | 20 años | 1/2003    | Camagüey            | 4 de abril de 2003 |
| Víctor Rolando Arroyo             | 26 años | 1/2003    | Pinar del Río       | 5 de abril de 2003 |

### Pendientes
Los siguientes casos se han confirmado por diversas vías pero no se consta de la sentencia original para confirmar los mismos:
| Procesado                        | Sanción | Notas |
| -------------------------------- | ------- | --- |
| Alfredo Felipe Fuente            | 26 años | Confirmado por el Mensaje sobre el Concierto de Juanes |
| José Luis García Paneque         | 24 años | Confirmado por el Mensaje sobre el Concierto de Juanes |
| Antonio Augusto Villareal Acosta | 15 años | Confirmado por el Mensaje sobre el Concierto de Juanes |
| Margarito Broche Espinosa        | 25 años | Confirmado por el Mensaje sobre el Concierto de Juanes |
| Luis Cino                        |         | Confirmados por el comunicado de Amnistía Internacional sobre los Posibles presos de conciencia de 19 de marzo de 2003                                                  |
| Orlando Fundora Álvarez          | 18 años | Confirmados por el comunicado de Amnistía Internacional sobre los Posibles presos de conciencia de 19 de marzo de 2003                                                  |
| Léster González Pentón           | 20 años | Confirmados por el comunicado de Amnistía Internacional sobre los Posibles presos de conciencia de 19 de marzo de 2003                                                  |
| Librado Ricardo Linares García   | 20 años | Confirmados por el comunicado de Amnistía Internacional sobre los Posibles presos de conciencia de 19 de marzo de 2003                                                  |
| Enrique Pérez                    |         | Confirmados por el comunicado de Amnistía Internacional sobre los Posibles presos de conciencia de 19 de marzo de 2003                                                  |
| Arturo Pérez de Alejo Rodríguez  | 20 años | Confirmados por el comunicado de Amnistía Internacional sobre los Posibles presos de conciencia de 19 de marzo de 2003                                                  |
| José Antonio Pérez Morell        |         | Confirmados por el comunicado de Amnistía Internacional sobre los Posibles presos de conciencia de 19 de marzo de 2003                                                  |
| Óscar Elías Biscet               | 25 años | Confirmados por el informe de Amnistía Internacional Cuba: Un año injustamente encarcelados. Presos de conciencia detenidos en la campaña de represión de marzo de 2003 |
| Alfredo Domínguez Batista        | 14 años | Confirmados por el informe de Amnistía Internacional Cuba: Un año injustamente encarcelados. Presos de conciencia detenidos en la campaña de represión de marzo de 2003 |
| Alfredo Felipe Fuentes           | 26 años | Confirmados por el informe de Amnistía Internacional Cuba: Un año injustamente encarcelados. Presos de conciencia detenidos en la campaña de represión de marzo de 2003 |
| Luis Enrique Ferrer García       | 28 años | Confirmados por el informe de Amnistía Internacional Cuba: Un año injustamente encarcelados. Presos de conciencia detenidos en la campaña de represión de marzo de 2003 |
| Próspero Gaínza Agüero           | 25 años | Confirmados por el informe de Amnistía Internacional Cuba: Un año injustamente encarcelados. Presos de conciencia detenidos en la campaña de represión de marzo de 2003 |
| Jorge Luis González Tanquero     | 20 años | Confirmados por el informe de Amnistía Internacional Cuba: Un año injustamente encarcelados. Presos de conciencia detenidos en la campaña de represión de marzo de 2003 |
| Reinaldo Miguel Labrada Peña     | 6 años  | Confirmados por el informe de Amnistía Internacional Cuba: Un año injustamente encarcelados. Presos de conciencia detenidos en la campaña de represión de marzo de 2003 |
| Ángel Juan Moya Acosta           | 20 años | Confirmados por el informe de Amnistía Internacional Cuba: Un año injustamente encarcelados. Presos de conciencia detenidos en la campaña de represión de marzo de 2003 |
| Omar Pernet Hernández            | 25 años | Confirmados por el informe de Amnistía Internacional Cuba: Un año injustamente encarcelados. Presos de conciencia detenidos en la campaña de represión de marzo de 2003 |
| Fabio Prieto Llorente            | 20 años | Confirmados por el informe de Amnistía Internacional Cuba: Un año injustamente encarcelados. Presos de conciencia detenidos en la campaña de represión de marzo de 2003 |
| Omar Moisés Ruiz Hernández       | 18 años | Confirmados por el informe de Amnistía Internacional Cuba: Un año injustamente encarcelados. Presos de conciencia detenidos en la campaña de represión de marzo de 2003 |
| Miguel Valdés Tamayo             | 15 años | Confirmados por el informe de Amnistía Internacional Cuba: Un año injustamente encarcelados. Presos de conciencia detenidos en la campaña de represión de marzo de 2003 |

### Casos adicionales
Orlando Zapata  fue arrestado el 20 de marzo de 2003 y en mayo de 2004 fue condenado a 3 años por “desacato”, “desórdenes públicos” y “resistencia”. Por varios juicios adicionales en el momento de su muerte después de una huelga de hambre en febrero de 2010 estaba cumpliendo una condena total de 36 años de prisión. Por el largo lapso entre su arresto y su primer condena Zapata no figura en la lista original del “grupo de los 75” disidentes condenados que ya habían recibido sus condenas entre marzo y abril de 2003. Aun así, Amnistía Internacional ya incluyó su caso en el reporte detallado sobre los arrestos de la Primavera Negra ¿"Medidas esenciales"? Los derechos humanos en peligro en nombre de la seguridad publicado en junio de 2003 y lo declaró preso de conciencia en enero de 2004 junto a otros tres disidentes también arrestados entre marzo y abril de 2003.
También fueron rechazados internacionalmente las ejecuciones sumarias de tres de los procesados por actos de terrorismo y portación y tenencia ilegal de armas y explosivos, asociados al secuestro de un ferry en La Habana nueve días antes de la aplicación de la pena de muerte el 11 de abril de 2003. La pena máxima definida por la ley en casos sin lesiones graves o la muerte de una víctima es de 20 años de privación de libertad. Los imputados en ese caso fueron:
| Procesado                        | Sanción         | Sentencia | Tribunal            | Fecha              |
| -------------------------------- | --------------- | --------- | ------------------- | ------------------ |
| Lorenzo Enrique Copello Castillo | Pena de Muerte  | 11/2003   | Ciudad de La Habana | 9 de abril de 2003 |
| Bárbaro Leodan Sevilla García    | Pena de Muerte  | 11/2003   | Ciudad de La Habana | 9 de abril de 2003 |
| Jorge Luis Martínez Isaac        | Pena de Muerte  | 11/2003   | Ciudad de La Habana | 9 de abril de 2003 |
| Maikel Delgado Aranburo          | Cadena perpetua | 11/2003   | Ciudad de La Habana | 9 de abril de 2003 |
| Yoanny Thomas González           | Cadena Perpetua | 11/2003   | Ciudad de La Habana | 9 de abril de 2003 |
| Harold Alcala Aramburo           | Cadena Perpetua | 11/2003   | Ciudad de La Habana | 9 de abril de 2003 |
| Ramón Henry Grillo               | Cadena Perpetua | 11/2003   | Ciudad de La Habana | 9 de abril de 2003 |
| Wilber Ledea Pérez               | 30 años         | 11/2003   | Ciudad de La Habana | 9 de abril de 2003 |
| Yolanda Pando Rizo               | 3 años          | 11/2003   | Ciudad de La Habana | 9 de abril de 2003 |
| Ana Rosa Ledea Ríos              | 5 años          | 11/2003   | Ciudad de La Habana | 9 de abril de 2003 |
| Dania Rojas Gongora              | 2 años          | 11/2003   | Ciudad de La Habana | 9 de abril de 2003 |

## Periodistas liberados
En un informe de septiembre de 2011, realizado por Carlos Lauría, se afirma que después de años de negociaciones internacionales y de tenaces campañas, todos los periodistas fueron puestos en libertad.Tras la huelga de hambre de presos políticos cubanos de 2010 un acuerdo entre el gobierno de Raúl Castro y la Iglesia católica en julio de 2010, la mayoría fueron liberados con la condición de ir al exilio (en su mayoría a España y Estados Unidos). Finalmente en 2011 fueron liberados los que habían renunciado a salir de Cuba (con la referencia).

## Reacciones

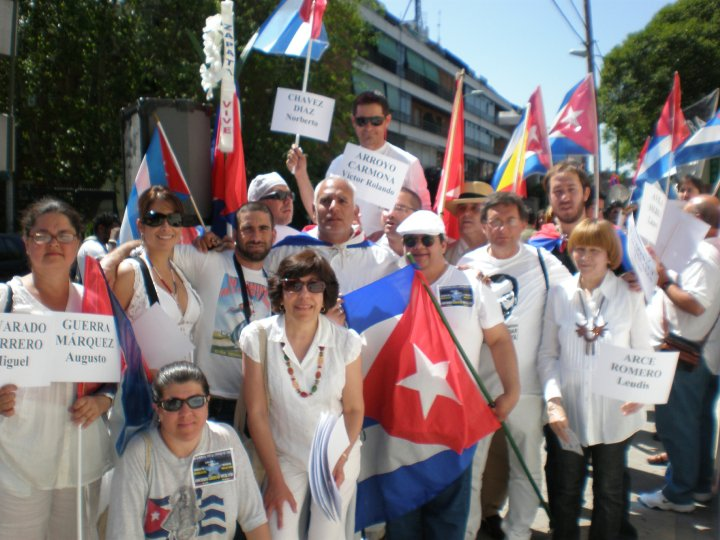
Cubanos en Madrid protestan frente a la Embajada de Cuba pidiendo la liberación de los disidentes de la Primavera Negra en Cuba, portando carteles con sus nombres.

Los gobiernos de la Unión Europea, el Papa Juan Pablo II, organizaciones defensoras de los derechos humanos, como Human Rights Watch, Reporteros sin Fronteras o Amnistía Internacional e intelectuales y artistas condenaron estos arrestos.